# Benmār
Benmār (persiska: بينَمارِ سَبَلان, بنمار, Bīnamār-e Sabalān) är en ort i Iran.   Den ligger i provinsen Ardabil, i den nordvästra delen av landet, 400 km nordväst om huvudstaden Teheran. Benmār ligger 1 983 meter över havet och antalet invånare är 483.
Terrängen runt Benmār är kuperad åt sydost, men åt nordväst är den bergig. Runt Benmār är det ganska tätbefolkat, med 139 invånare per kvadratkilometer. Närmaste större samhälle är Sara'eyn, 7,9 km sydost om Benmār. Trakten runt Benmār består i huvudsak av gräsmarker.